# Pontus & Amerikanerna
Pontus & Amerikanerna, svensk musikgrupp bildad i Stockholm 1989 och verksam under 1990-talets första hälft. Gruppens sångare och frontfigur var Pontus Holmgren.

## Historia
Benämningen Amerikanerna syftade enligt gruppen på de två andra medlemmarna Peter Bergkrantz (tidigare Nilson) och Vasa (Lars Yngve Johansson). Pontus Holmgren skrev låttexterna och musiken komponerades som regel av Peter Nilson.
Fotografen Mårten Levin framställde de första promotionbilderna som publicerades i Slitz och Nöjesguiden innan bandet egentligen fanns på riktigt. Han ställde Holmgren i förgrunden och lät 60-talsstylade tjejer agera band runt honom. Hans idé var att skapa en bild av Pontus och Amerikanerna redan innan det fanns någon musik.
Gruppen debuterade med singeln "Gonna See 'Bout My Baby" våren 1989 och uppmärksammades första gången på allvar vid en bejublad spelning på Hultsfredsfestivalen samma sommar. Därefter gick man över till svenska texter och debutskivan Via satellit från 1990 fick bra recensioner av musikkritikerna. Låten "Min bror och jag" spelades flitigt i radio under våren, sommaren och hösten samma år, och gruppen belönades för sin insats med en grammis för "Bästa popgrupp".
Uppföljaren Följer ett spår 1991 innehåller låten "Godmorgon Columbus", som kom att bli gruppens största hit, men även flera låtar med gemensamt tema om den lilla människan och dess omvärld. Skivan innehåller också en hyllningslåt till Monica Zetterlund (som heter just "Monica Zetterlund"). 1992 lämnade Vasa gruppen för egna gruppen Big Money, men Holmgren och Nilson fortsatte i ungefär samma stil som tidigare och gav ut Pontus & Peter 1993.
Efter denna skiva försvann gruppen från rampljuset i fem år, men sommaren 1998 var man åter en trio och gav ut skivan Kasino, vars största singel "Innan sommaren tar slut" blev en radio- och dansgolvshit. Skivan följdes av en kort klubbturné vintern 1998–1999 och därefter har medlemmarna lagt den gemensamma musikkarriären åt sidan. I december 2017 avslöjade tidningen Barometern att bandet skulle göra en mini-comeback med en spelning på Öland i juli 2018 och därefter kom även uppgifter om ytterligare cirka 10 spelningar under sommaren. Den 10 maj 2019 gavs singeln "Folk som oss" ut och bandet gjorde en turné i Sverige under sommaren. Den 13 juli 2019 medverkade bandet i TV4-programmet Sommarkrysset.

## Diskografi
Studioalbum
- 1990 – Via satellit
- 1991 – Följer ett spår
- 1993 – Pontus & Peter
- 1998 – Kasino

Singlar
- 1989 – "Gonna See 'Bout My Baby"
- 1990 – "Min bror och jag"
- 1990 – "Elvis och astronauter"
- 1990 – "En blå dag"
- 1991 – "Nästan religiös"
- 1991 – "Godmorgon Columbus"
- 1991 – "Luftballongsång"
- 1991 – "Kapten sol"
- 1992 – "Vår lille pilot"
- 1992 – "Om du går hem"
- 1993 – "På semester"
- 1993 – "Tonårshjärta"
- 1998 – "Blomma vid min sida"
- 1998 – "Innan sommaren tar slut"
- 1998 – "Kasino X 2"